# Chiesa di San Pietro (Amburgo)
La chiesa di San Pietro (Hauptkirche Sankt Petri in lingua tedesca) è la più antica chiesa parrocchiale di Amburgo, in Germania. 
Essa è dedicata a Pietro l'apostolo ed è una delle cinque chiese principali della città.

## Ubicazione

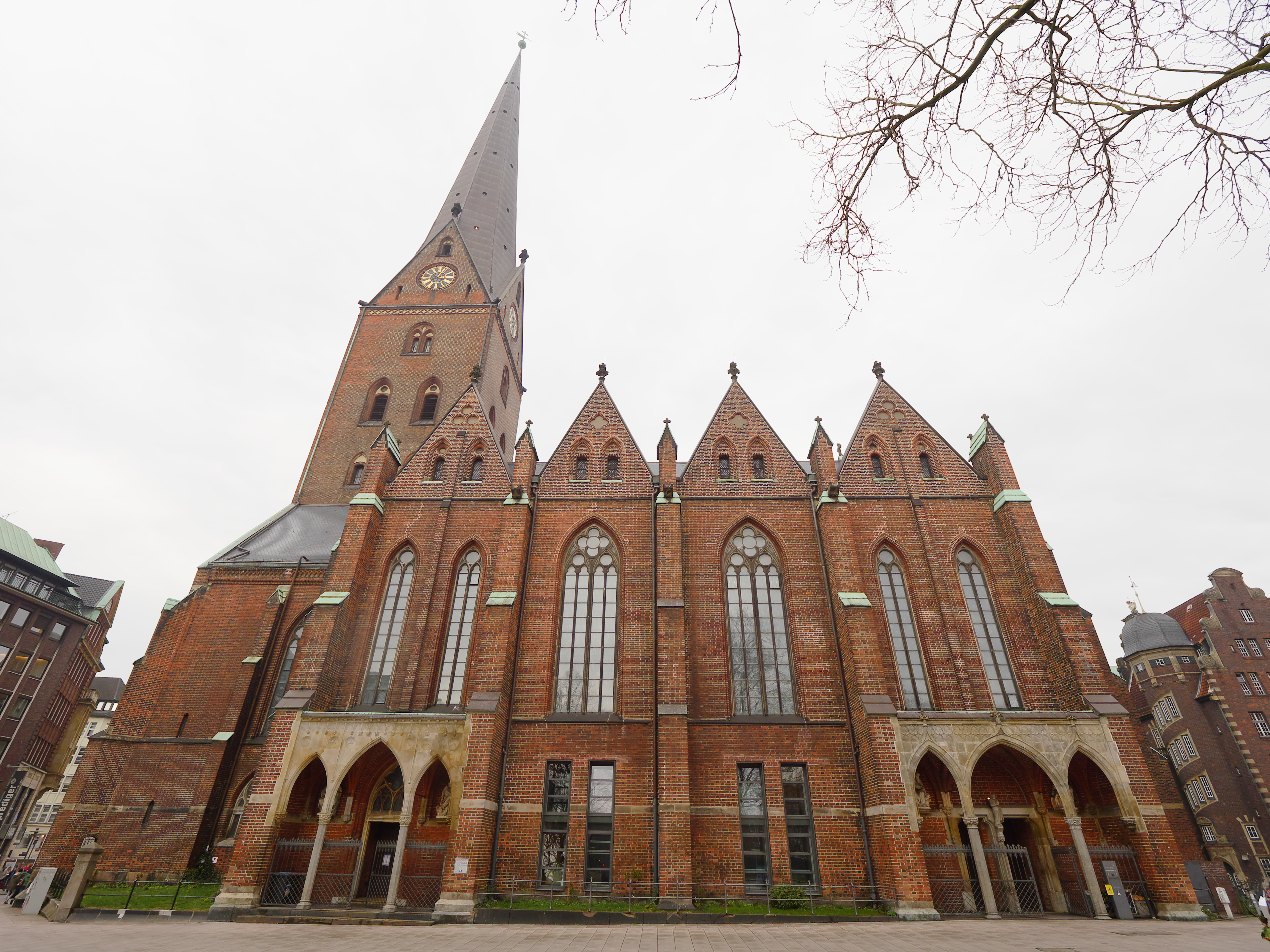
Facciata sud vista da Speersort

Con la sua posizione sulla Mönckebergstraße a nord, la Bergstraße a ovest, Speersort a sud e la Kreuslerstraße a est, segna il punto più alto s.l.m. della città vecchia di Amburgo. Il passaggio pedonale sul lato est della chiesa si chiama Bei der Petrikirche.
La sua torre misura 132 metri di altezza e una scala di 544 gradini porta a una galleria di oblò a 123 metri di altezza, dai quali si può godere di una bella veduta sul centro della città.
La parrocchia evangelica conta oggi poche centinaia di fedeli. Circa 300 persone lavorano a servizio della comunità come preti, assistenti sociali, coristi, artigiani, ecc., la maggior parte dei quali come volontari.

## Storia

### Medioevo
Le origini della chiesa risalgono a una cappella in legno degli inizi dell'XI secolo al più tardi e viene citata per la prima volta in documenti ufficiali nel 1195 come ecclesia forensis (Marktkirche = "chiesa del mercato"). Dal 1805, quando andò distrutto il duomo di Amburgo, divenne la seconda chiesa più antica della città vecchia di Amburgo. 
Nel 1220 papa Onorio III con una conferma del passaggio di proprietà al Capitolo del Duomo pose la chiesa sotto il patrocinio dell'apostolo Pietro; non si sa tuttavia quando la struttura in legno della chiesa sia stata sostituita da una in pietra.

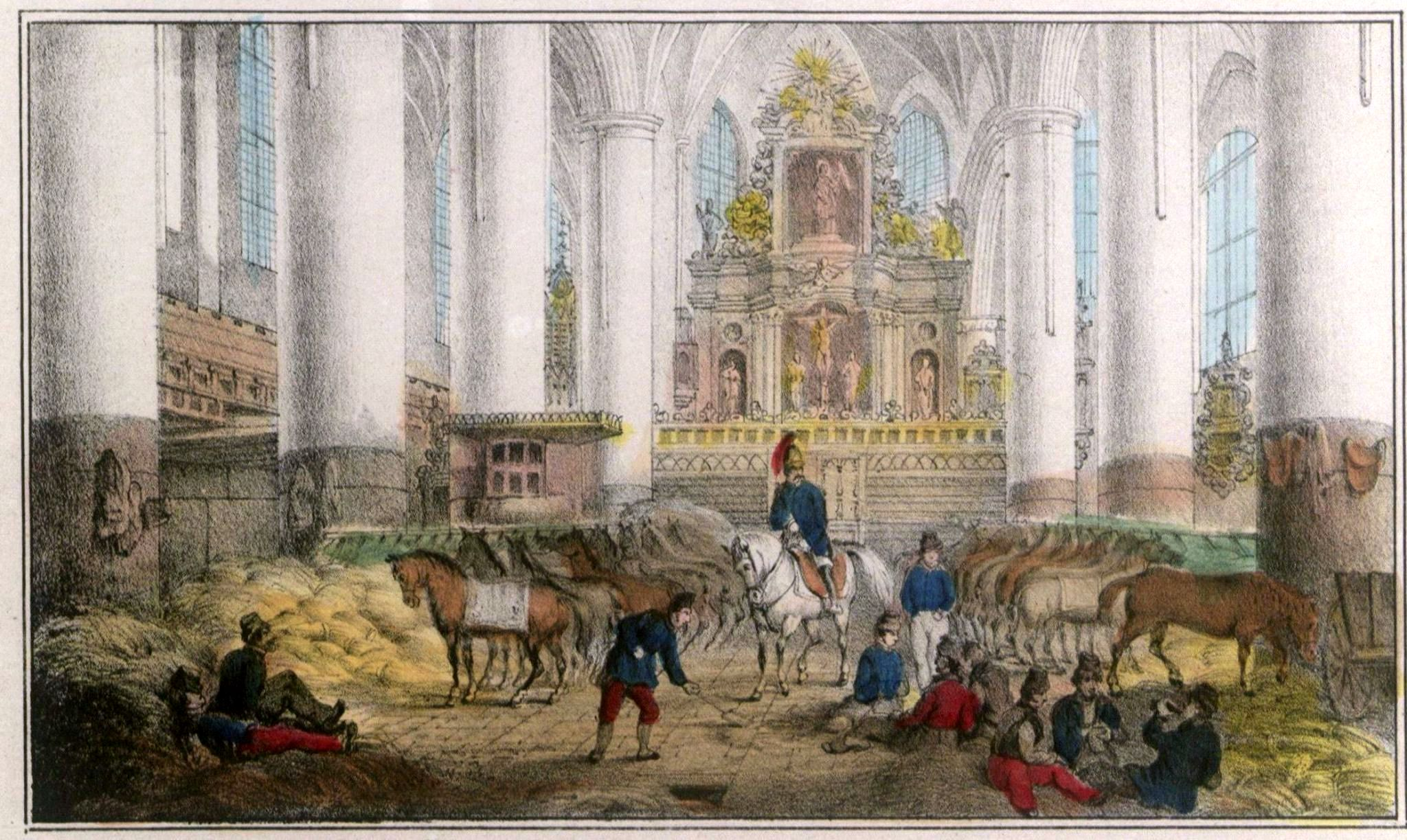
La chiesa di San Pietro utilizzata come stalla durante l'occupazione francese di Amburgo (Fratelli Suhr, 1830)

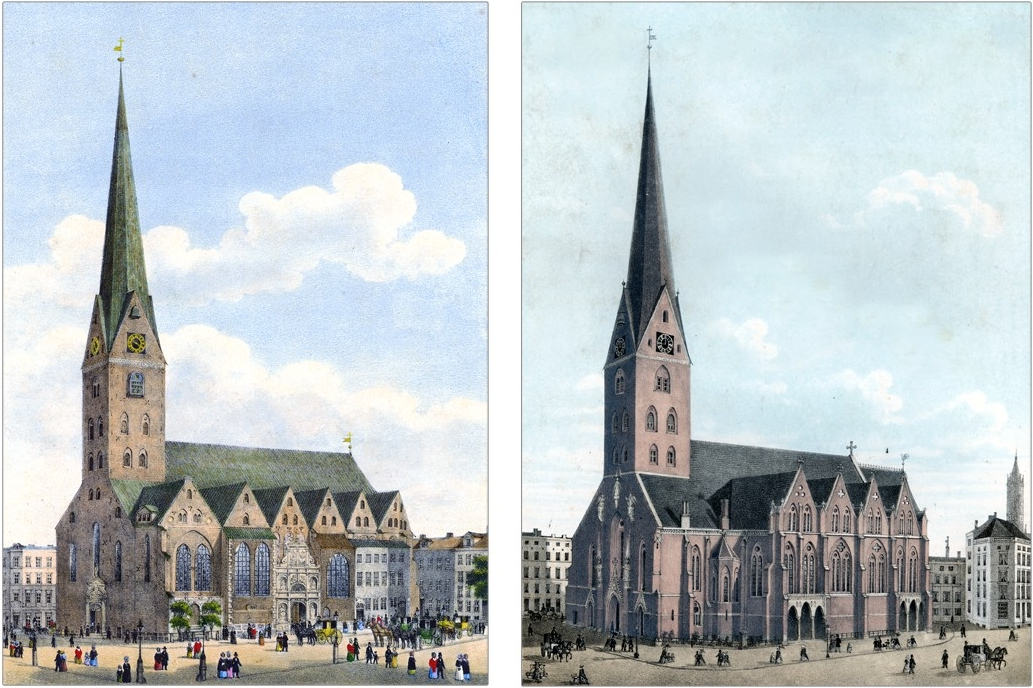
La chiesa di San Pietro prima e dopo l'incendio

Il crescente benessere della borghesia amburghese rese possibile dal 1310 la trasformazione della chiesa in una Hallenkirche (chiesa a sala) a tre navate, in stile gotico baltico, con quattro campate terminanti in altrettante absidi distinte.
Nel 1327 nacque il culto verso i santi apostoli Pietro e Paolo. La base in pietra della torre fu eretta nel 1342, inizialmente solo una torre a ovest sporgente in avanti e priva di cuspide. La cuspide fu eretta tra il 1377 e il 1383 a opera dell'architetto Hermen van Kampen, con una copertura in piombo.
Già da quei tempi l'edificio conobbe alcuni caratteristici cambiamenti: nel 1376 la Cappella di San Martino (Martinskapelle) fu eretta a nord della torre come prolungamento della navata. Negli anni seguenti le fu eretta di fronte, dal lato sud, la Cappella di Sant'Anscario (Ansgarkapelle) cosicché la torre costituì uno dei pilastri di sostegno della facciata ovest.
Nel 1418 la chiesa venne ampliata con una seconda navata laterale sud, lunga quanto la navata centrale. All'inizio del XVI secolo furono aggiunte altre due cappelle.
Dal 1513 al 1516 la cuspide del campanile fu sostituita, sotto la direzione dell'architetto di Hannover, Heinrich Berndes (Barteldes), da un'altra con copertura in rame così che doveva
(Ernst Christian Schütt, Chronik Hamburg P. 79; Volker Plagemann, Versunkene Kunstgeschichte - Die Kirchen und Künstler des Mittelalters in Hamburg. 1999, pp. 32, 70)
La torre, con i suoi 445 piedi amburghesi, cioè circa 127,5 metri, era l'edificio più alto della città fino al 1518, quando fu realizzata, sempre da Heinrich Berndes, la vecchia chiesa di San Nicola, alta 135 metri.
Con la costruzione del centro della città nel 1962 vennero alla luce le fondamenta della medievale "Torre del vescovo" (Bischofsturm).

### L'incendio

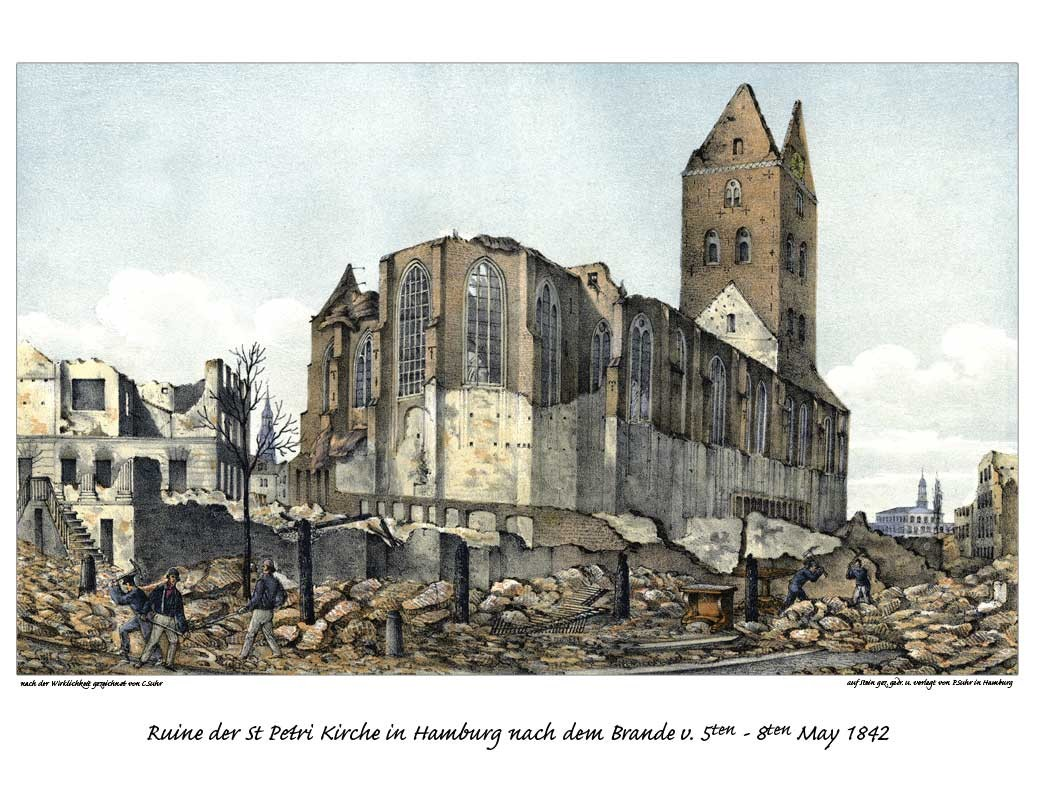
La chiesa dopo l'incendio. Litografia dei Fratelli Suhr.

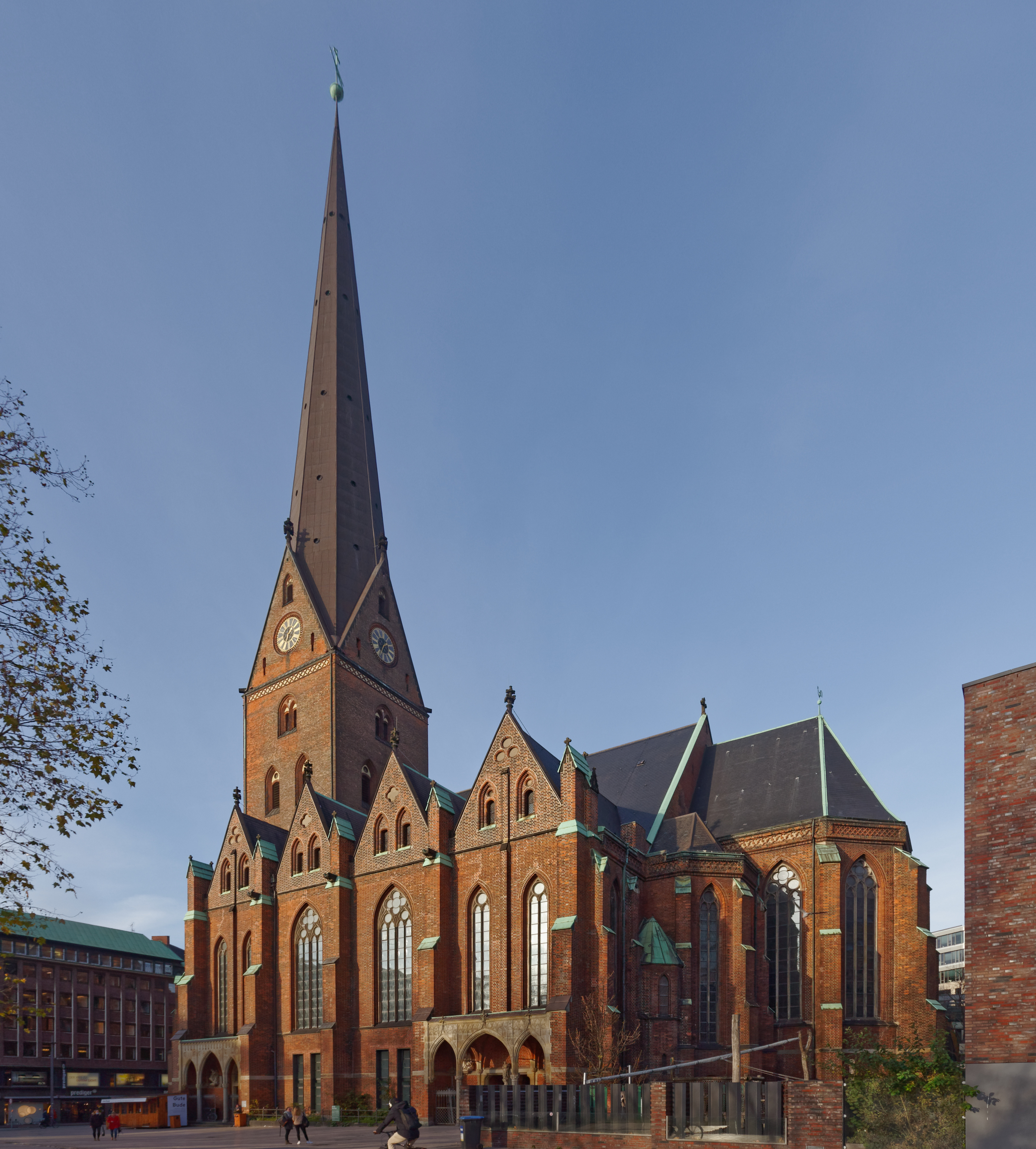
La chiesa oggi.

La chiesa fu una delle "vittime" del grande incendio di Amburgo. Rimasero in piedi il muro settentrionale esterno, le absidi laterali fino all'altezza di circa sette metri e le basi della torre. La maggior parte delle opere poterono tuttavia essere restaurate. Sette anni dopo, nel medesimo sito, ebbe luogo la consacrazione della nuova costruzione neogotica, eretta secondo i progetti degli architetti Alexis de Chateauneuf e Hermann Peter Fersenfeldt, mentre la cuspide con copertura in rame della torre fu progettata da Johann Hermann Maack. Il nuovo edificio corrispondeva alla chiesa a sala medievale e furono rimosse solo sistemazioni meno pratiche e le disposizioni fuori ordine, createsi per motivi storici, con un nuovo assetto dello spazio interno.
Le navate a sud furono centralizzate con un pilastro centrale e raccorciate, il pilastro centrale ricostruito nell'antica forma, però con un chiaramente ridotto transetto, cosicché l'intera chiesa era ora orientata dal pulpito in avanti. Alla torre alta 132 metri, che il 7 maggio 1878 era sistemata,
Con la ristrutturazione della città vecchia, la demolizione del Gängeviertel e la costruzione del Kontorhausviertel, la zona perse numerosi abitanti. L'Operazione Gomorrah lasciò la chiesa praticamente illesa.

### Arredi
La chiesa di San Pietro conserva due rappresentazioni del primo vescovo di Amburgo Anscario, l'Apostolo del Nord, dall'antico duomo di Amburgo: nella navata nord una tavola dipinta da Hans Bornemann verso il 1460, su un pilastro nella zona del coro una statua lignea dell'altelier di Bernt Notke del 1480/83.
L'epitaffio rinascimentale per il defunto (nel 1573) medico dr. Petrus Galbius mostra come dipinto principale la Resurrezione di Lazzaro, di Cornelius Krommeny.
Al 1649 risalgono entrambi gli ovali dipinti a olio, ciascuno di 126 × 98 cm, Il sogno di Giacobbe e Adorazione di Gesù Bambino di Gottfried Libalt (Amburgo, 1610– Vienna, 1673). L'Adorazione, il 27 agosto 1977 fu danneggiata dal pittore Hans-Joachim Bohlmann, spruzzandola con acido. Entrambi i dipinti, dopo un restauro generale, tornarono in San Pietro nell'ottobre 2001.
Il dipinto Martin Lutero con il cigno, di Jacob Jacobs, del 1603, è appeso a un pilastro nella navata nord (a sinistra entrando). Qui dentro è rappresentato il rapporto di Martin Lutero con il suo predecessore Jan Hus. Prima del suo martirio sul rogo Hus avrebbe detto: "Oggi voi bruciate un'oca, ma dalle sue ceneri sorgerà un cigno" (Husa, in lingua ceca significa "oca").
Il dipinto Natale 1813 in San Pietro di Siegfried Detlev Bendixen è appeso a un pilastro nella navata laterale sud (a destra entrando) e rimanda agli abitanti della città, cui l'occupazione francese, dopo l'inizio dell'assedio da parte dell'armata del nord (truppe svedesi, prussiane e russe), non poté fornire provviste di cibo. Essi quindi si concentrarono alla vigilia di Natale in San Pietro e allo spuntar del giorno furono cacciati fuori della città. Nello stesso modo furono via via cacciati migliaia di abitanti nullatenenti, fra i quali molti morirono.
Il grande bassorilievo marmoreo Sepoltura di Cristo nel coro fu realizzato nel 1869 da Hermann Schubert.
Delle cinque vetrate del coro, quella sud (Giudizio universale) del 1950 è opera di Hermann Oetken (1909–1998), e le rimanenti (Vecchio Testamento, Natale, Pasqua, Pentecoste) sono opera di Claus Wallner (1926–1979).

Opere
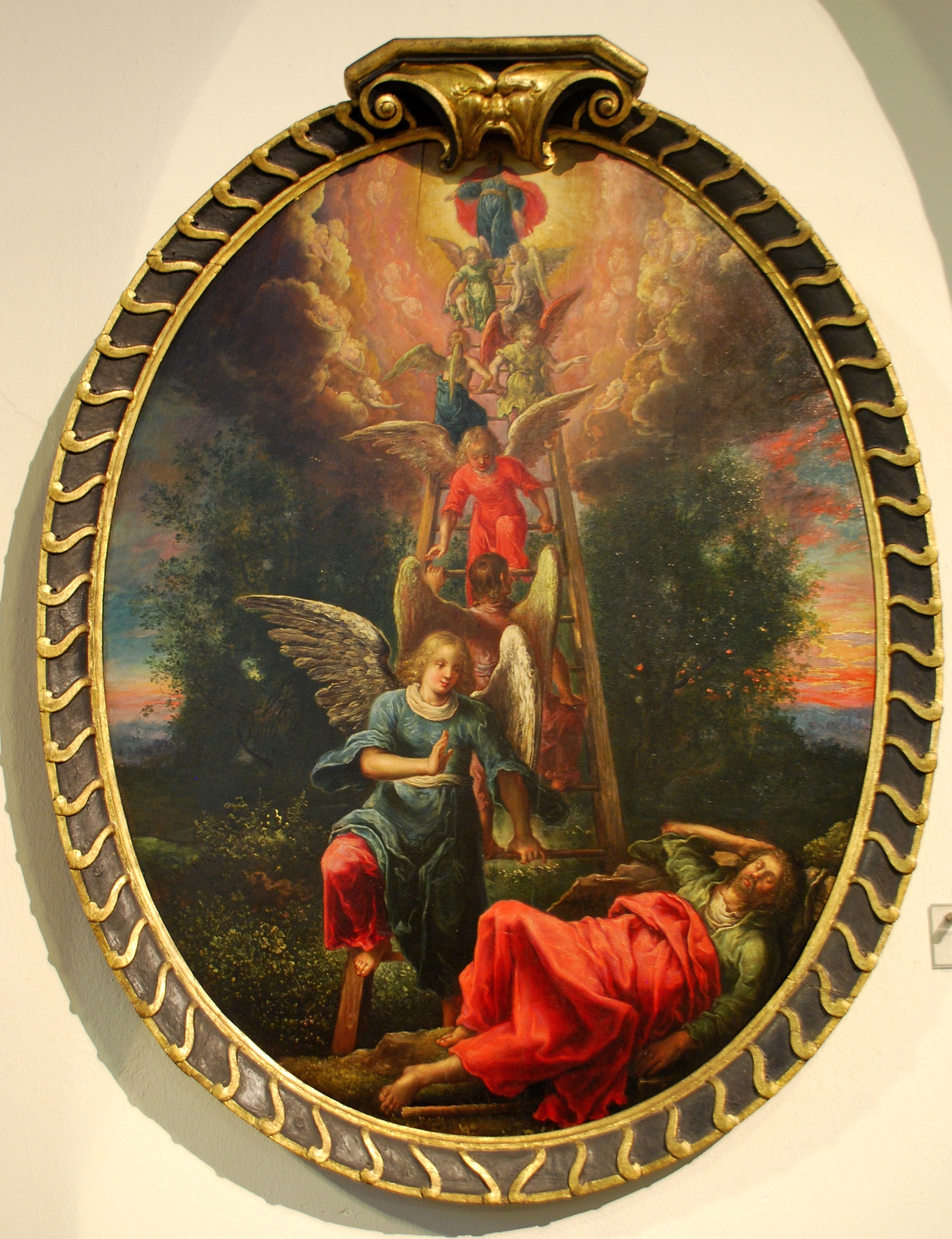
La Scala di Giacobbe
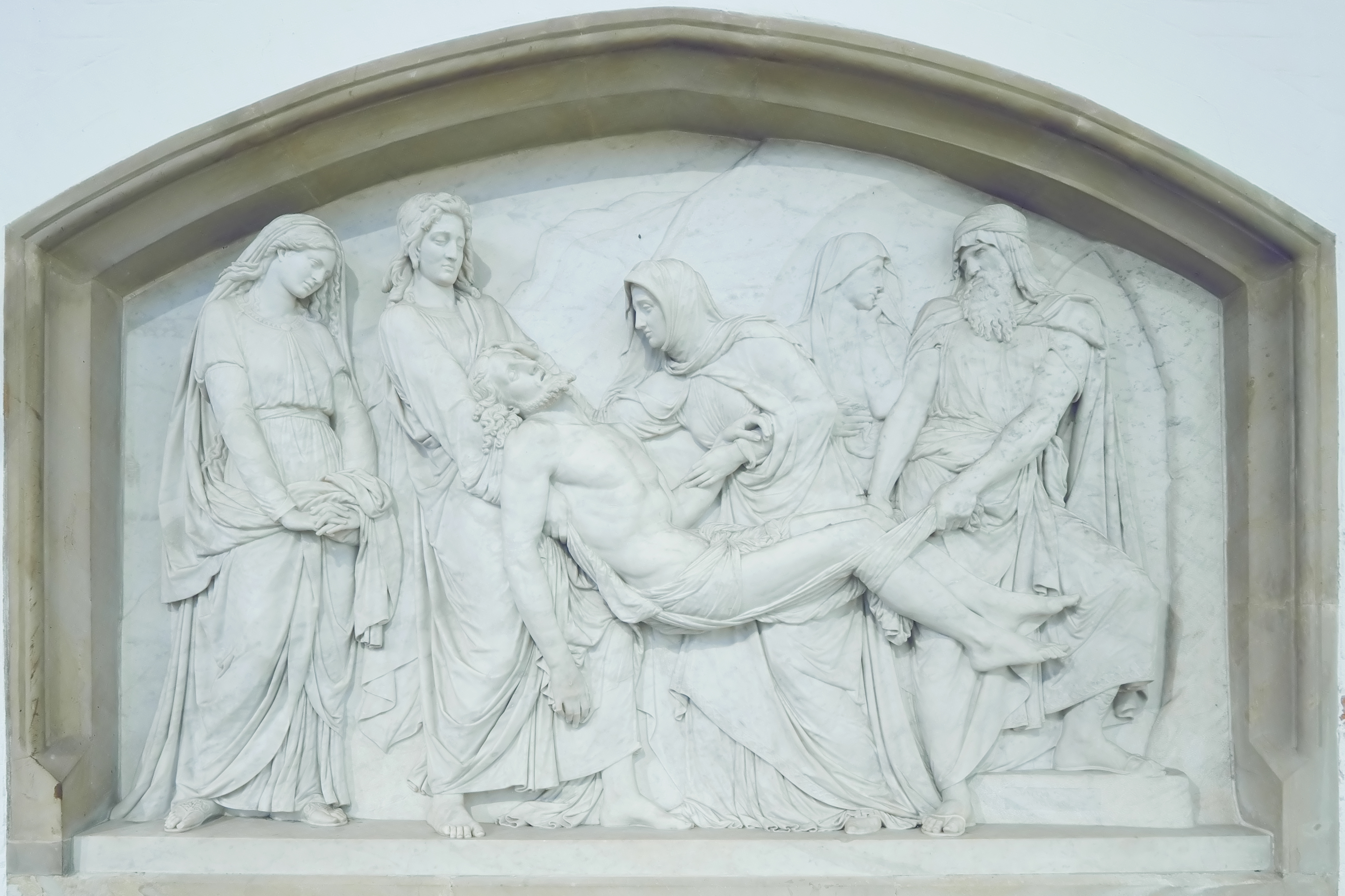
Sepoltura di Gesù, di Hermann Schubert
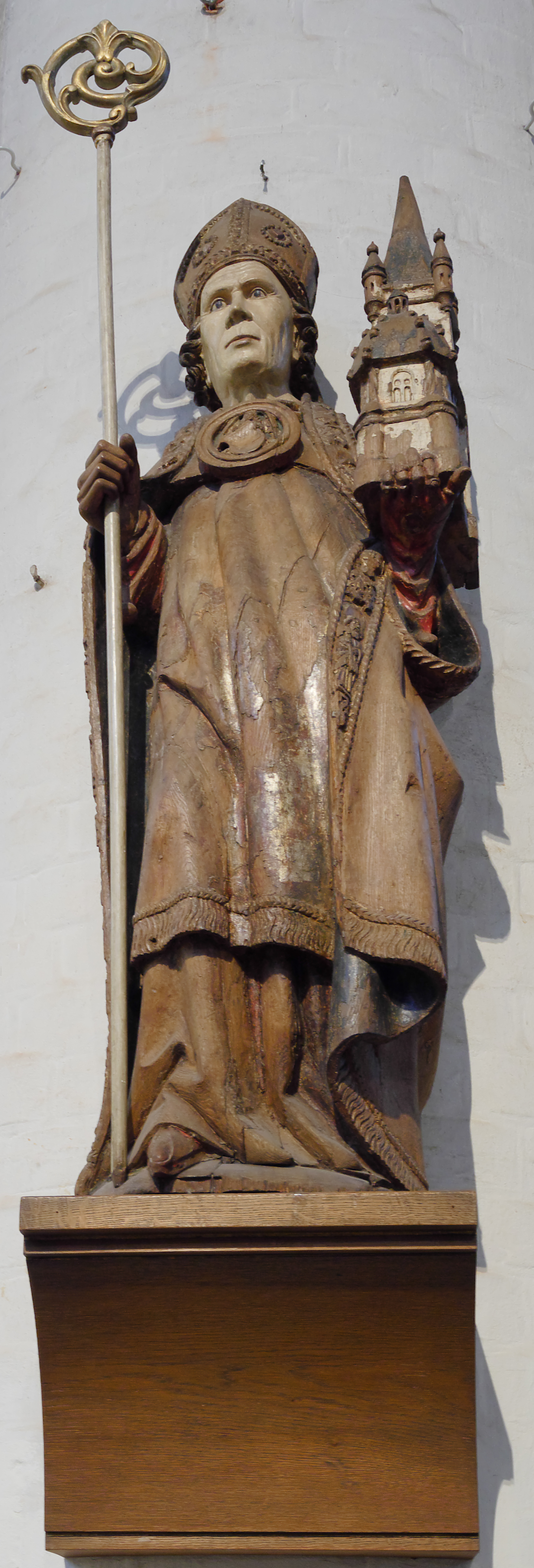
Statua lignea dell'arcivescovo Ansgar dal laboratorio di Bernt Notke (verso il 1480)
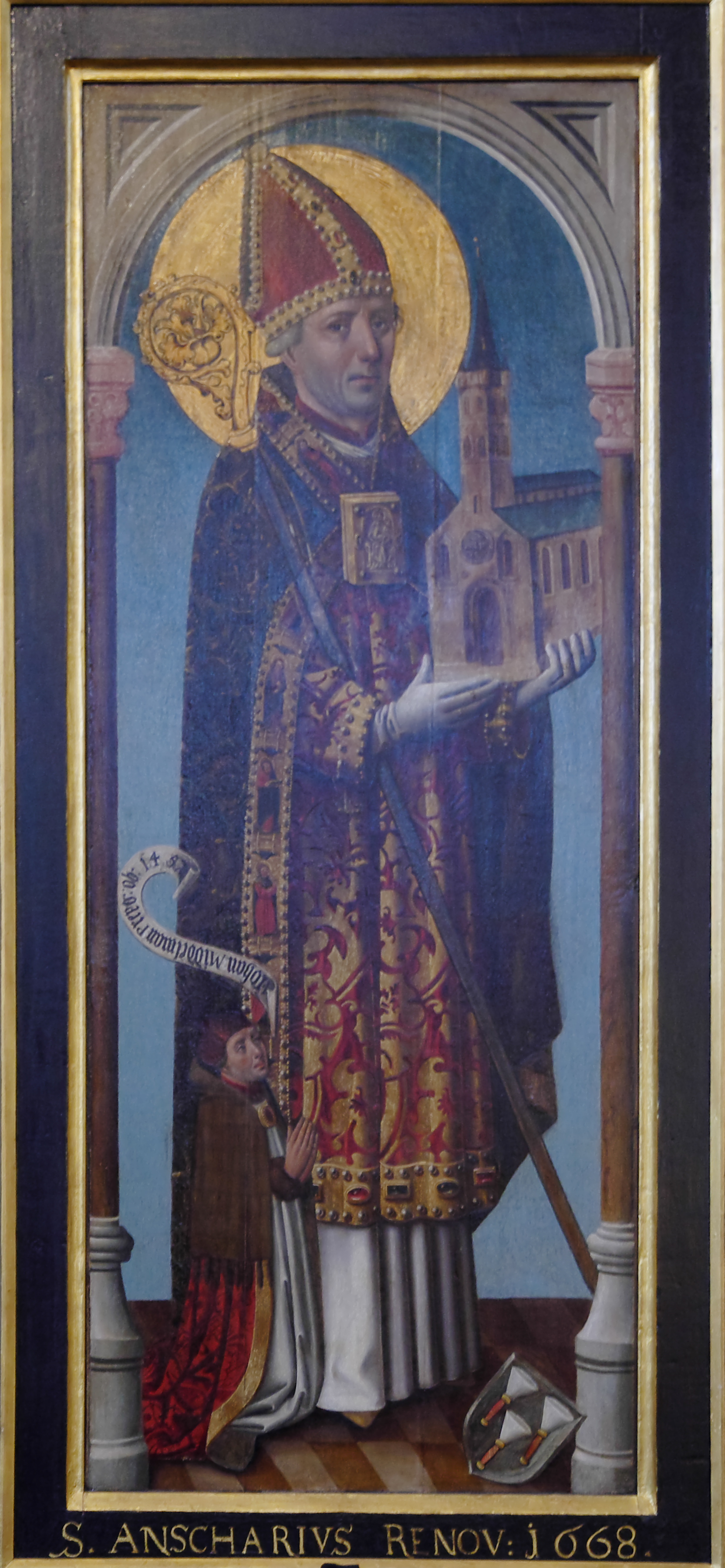
Dipinto rappresentante l'arcivescovo Ansgar, di Hans Bornemann (1457)

### Evangelisti
Le quattro sculture marmoree degli evangelisti nella sala d'ingresso del lato sud, del 1888, sono opere di August Herzig, che insieme a Fritz Neuber (1837–1889), realizzò anche le sculture delle pareti ovest del timpano (Cristo con angeli e I santi Pietro e Paolo).

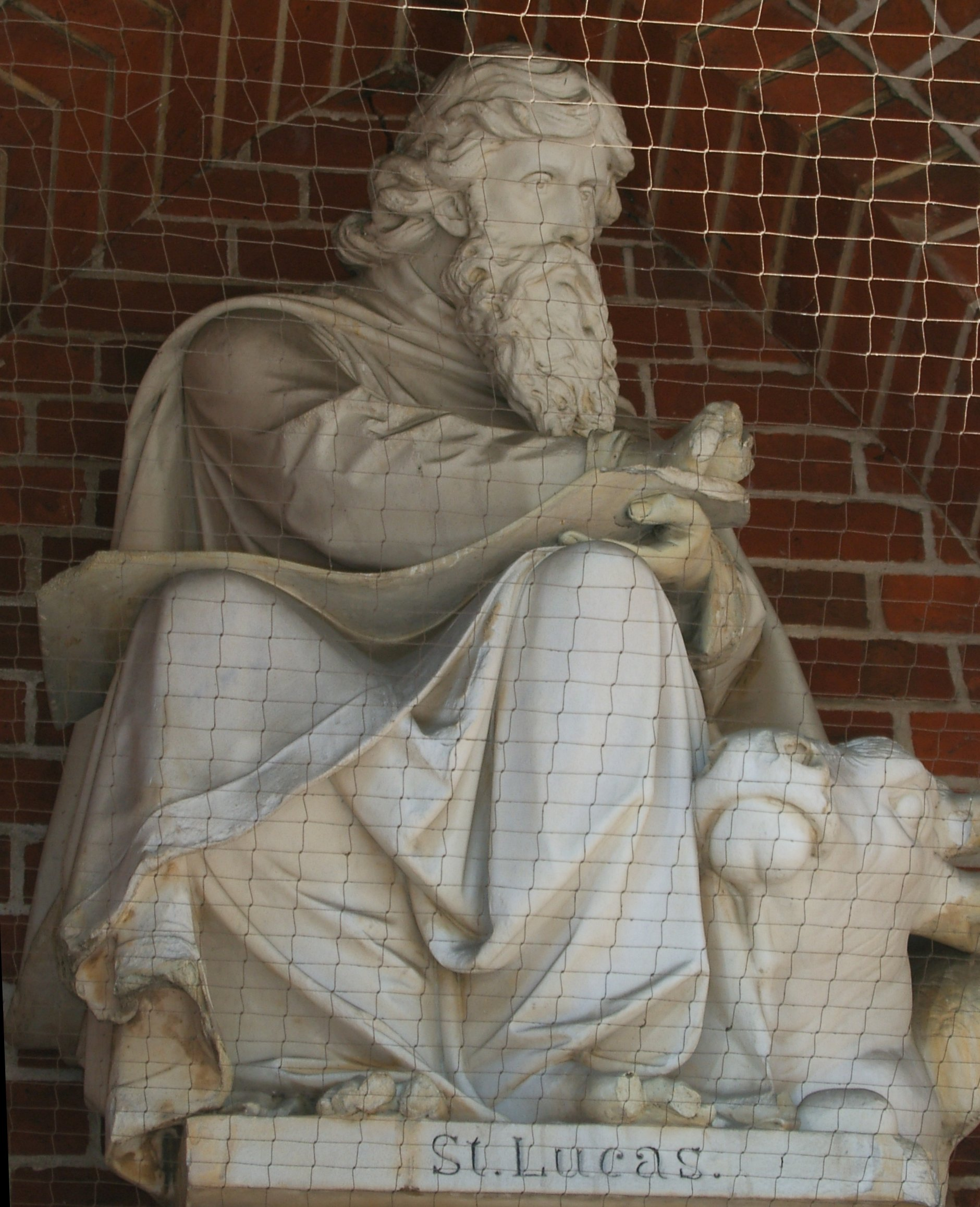
San Luca, con il toro
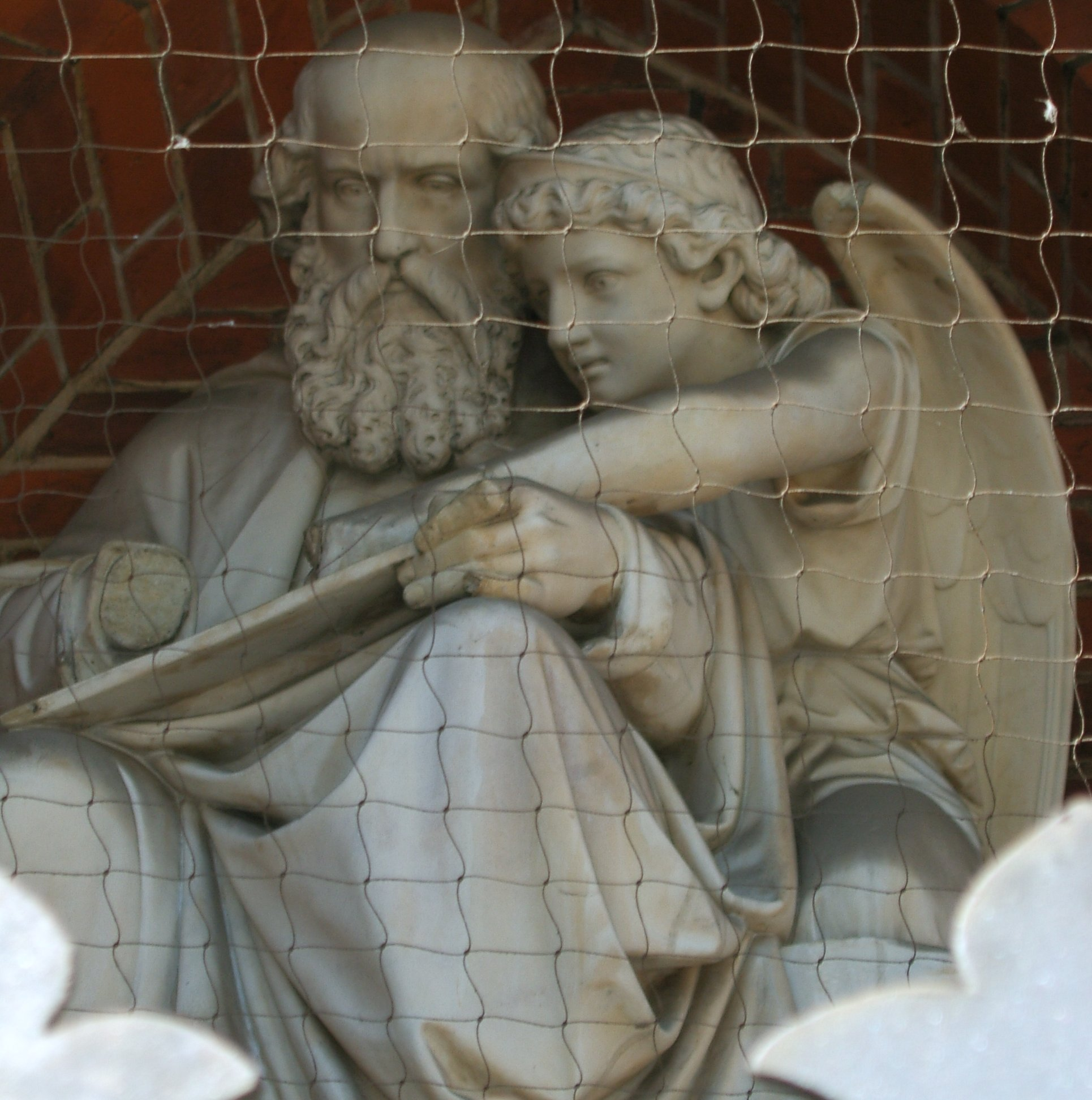
San Matteo, con l'angelo
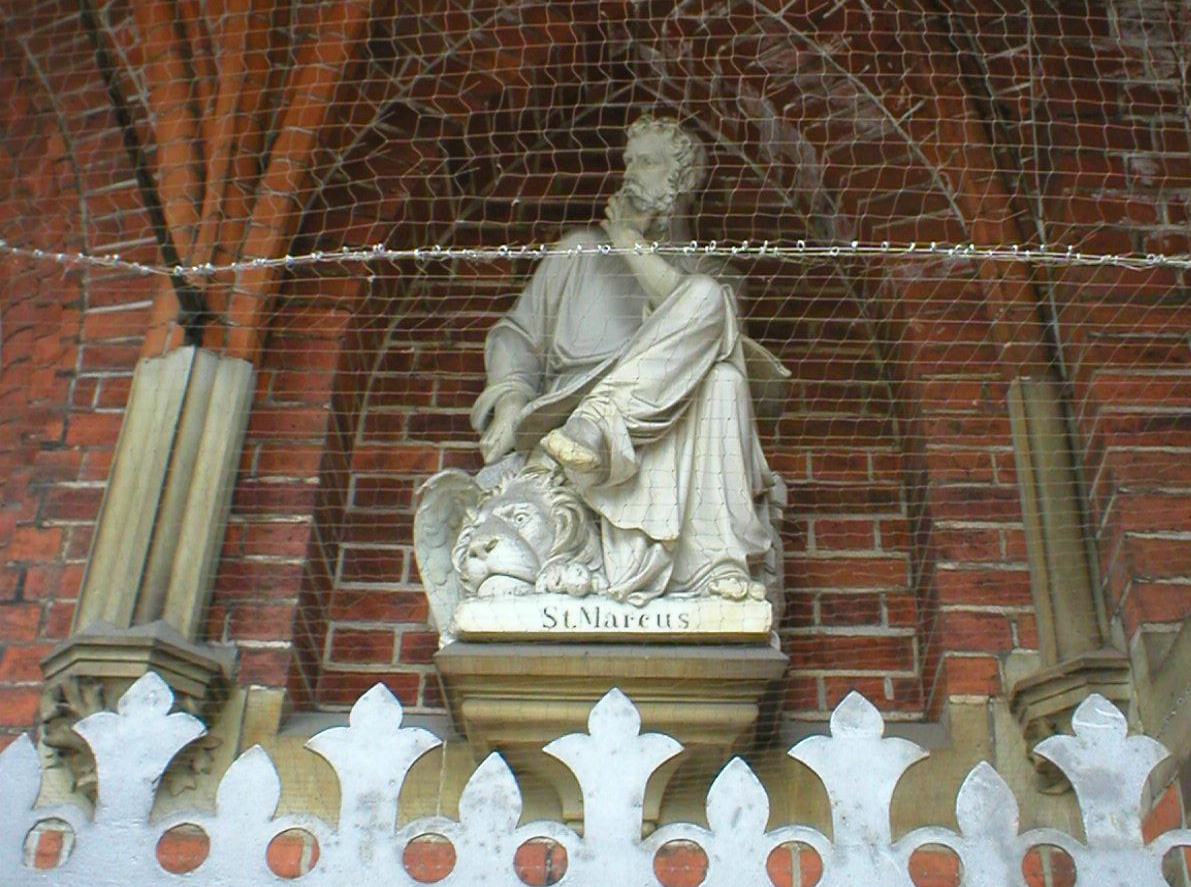
San Marco, con il leone
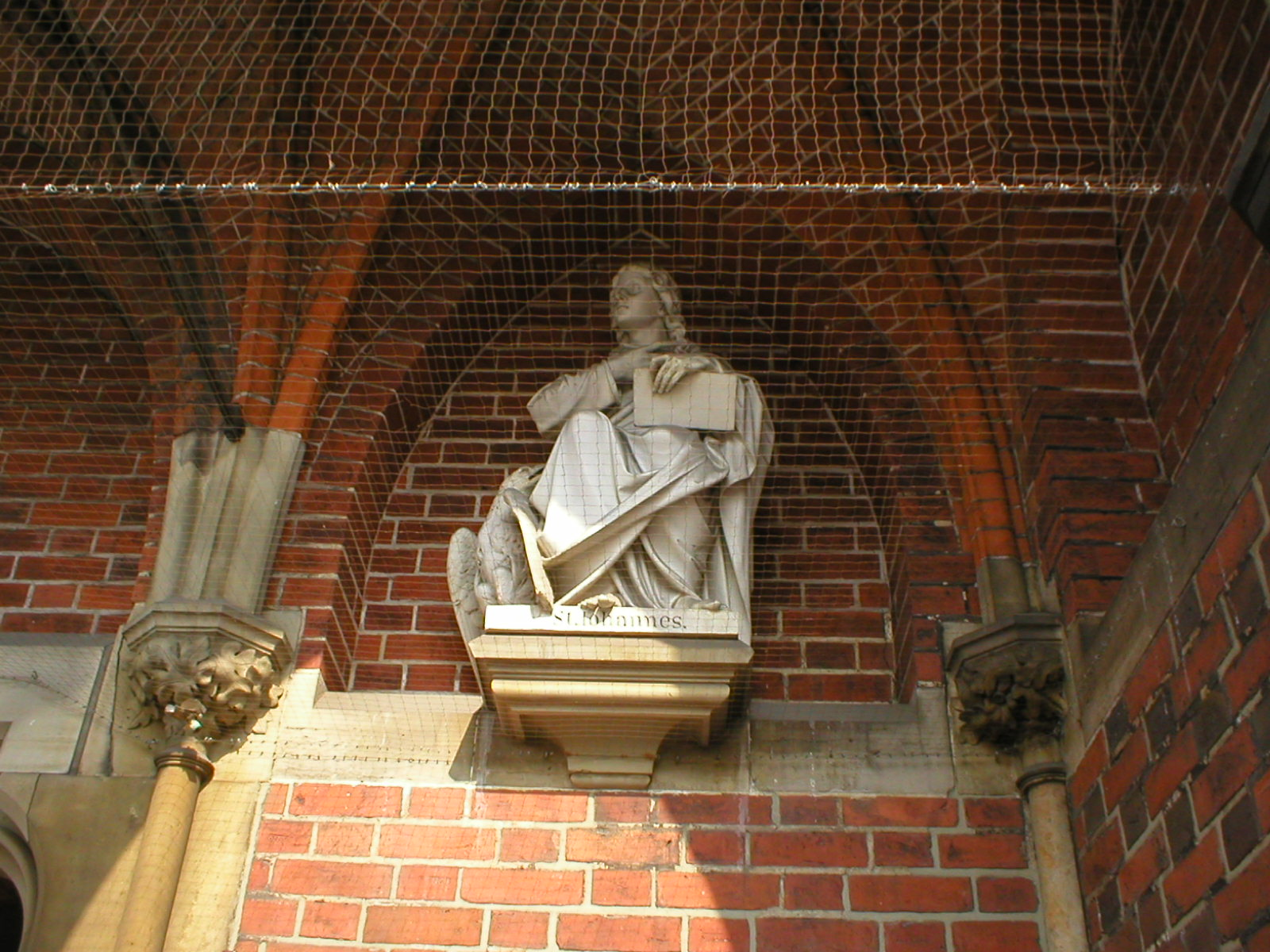
San Giovanni, con l'aquila

### Monumento a Bonhoeffer

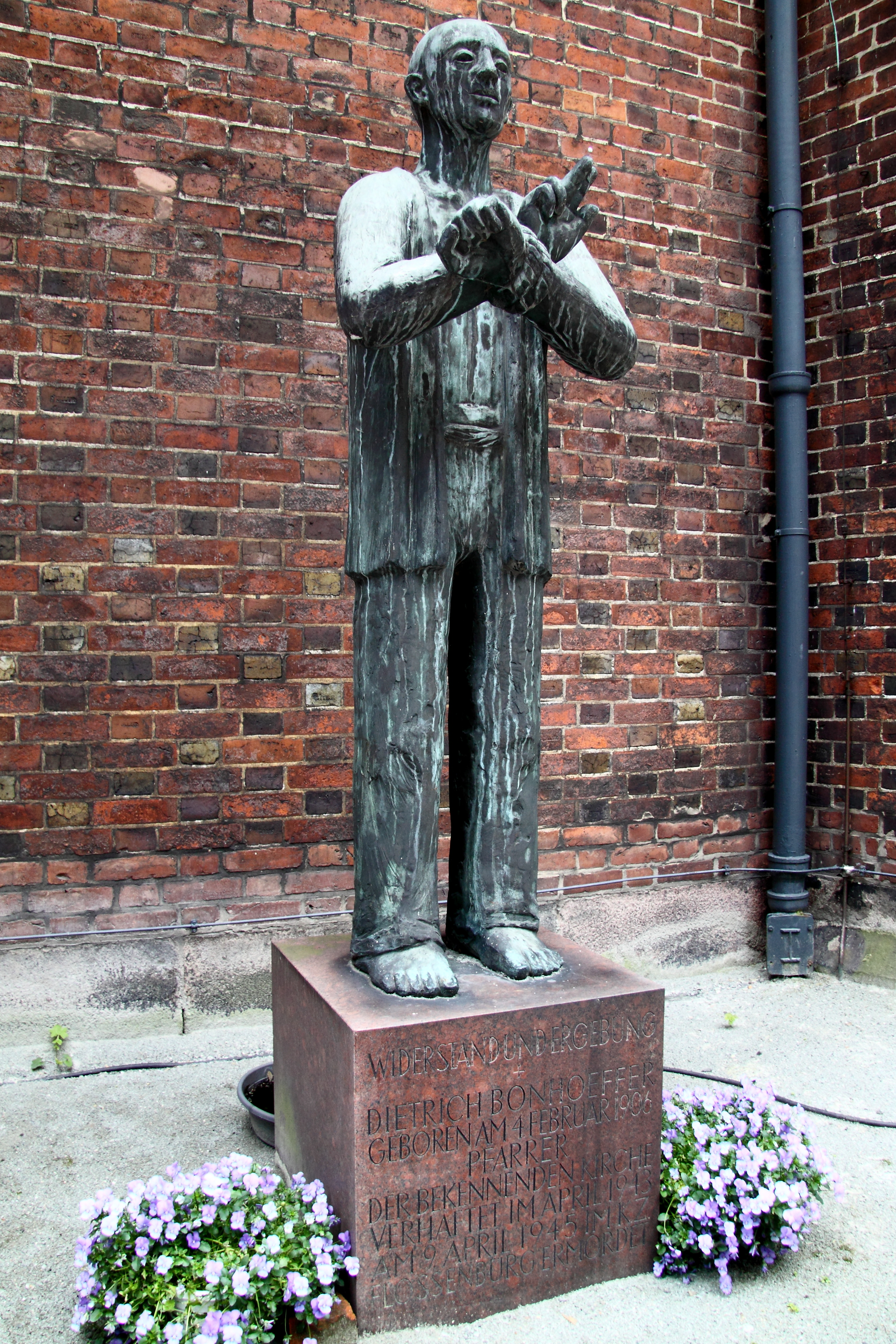
Dietrich Bonhoeffer

Al di fuori, nell'estremità nordest del coro, vi è un monumento a Dietrich Bonhoeffer di Fritz Fleer. La statua bronzea di Fritz Fleer rappresenta il teologo in abito da detenuto con le mani incrociate: è stata inaugurata il 23 novembre 1979 ed è stata sponsorizzata da Axel Springer. L'iscrizione alla base recita:
Resistenza e opera + Dietrich Bonhöffer / nato il 4 Febbraio 1906 / Parroco / della chiesa/ arrestato nell'aprile 1943 / ucciso il 9 aprile 1945 nel Campo di concentramento di Flossenbürg

## Opere d'arte

### Altare di Grabow
Dalla chiesa di San Pietro ha origine il cosiddetto Altare di Grabow del Maestro Bertram di Minden, realizzato tra il 1379 e il 1383.
Il fatto che esso fosse stato donato nel 1731 alla chiesa di Grabow, lo ha salvato dalla distruzione provocata dal grande incendio del 1842. Nel 1903 Alfred Lichtwark lo riacquistò per l'Hamburger Kunsthalle. L'ex altar maggiore di San Pietro mostra le ambizioni e la ricchezza della borghesia: si scelse uno dei più importanti artisti di Praga della cerchia intorno all'imperatore. 

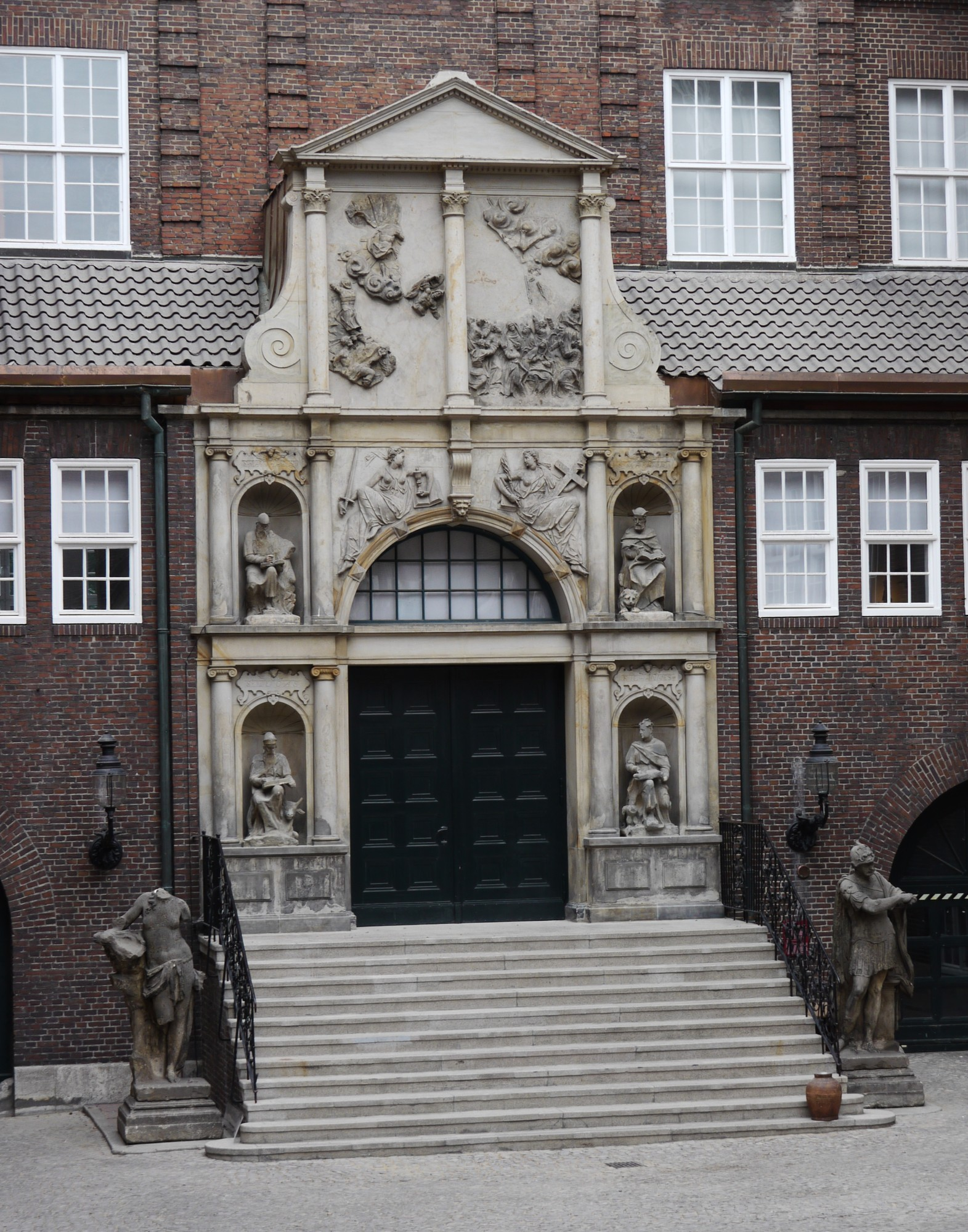
Ex portale sud

### Facciata
Il barocco portale sud, 1604/05, realizzato dallo scultore Georg Baumann, fu danneggiato dall'incendio del 1842 e solo con la creazione del Museo di storia d'Amburgo nel 1922 vi fu ricoverato come frammento architettonico.
La più antica opera artistica della chiesa è il battente sinistro del portale ovest centrale, a forma di una testa di leone in bronzo. Esso risale al 1342, presumibilmente proveniente dal laboratorio di Lubecca dello scultore e fonditore Hans Apengeter.
La leggenda recita:
Anno Domini MCCCXLII incoeptum est fundamentum hujus turris. Or[ate] p[ro] Jurati[s].
(Nell'Anno del Signore 1342 sono state iniziate le fondamenta di questa torre. Pregate per il Consiglio.)
Sul battente destro del portale si trova una copia dell'impugnatura a testa di leone di Wilhelm von Hanno, del 1849. Questa porta l'iscrizione:
1842 Mai 7 durch Feuer zerstört + 1849 Mai 7 dem Herrn neu geweiht (Distrutto dal fuoco il 7 maggio 1842 + il 7 maggio 1849 riconsacrato a Dio).

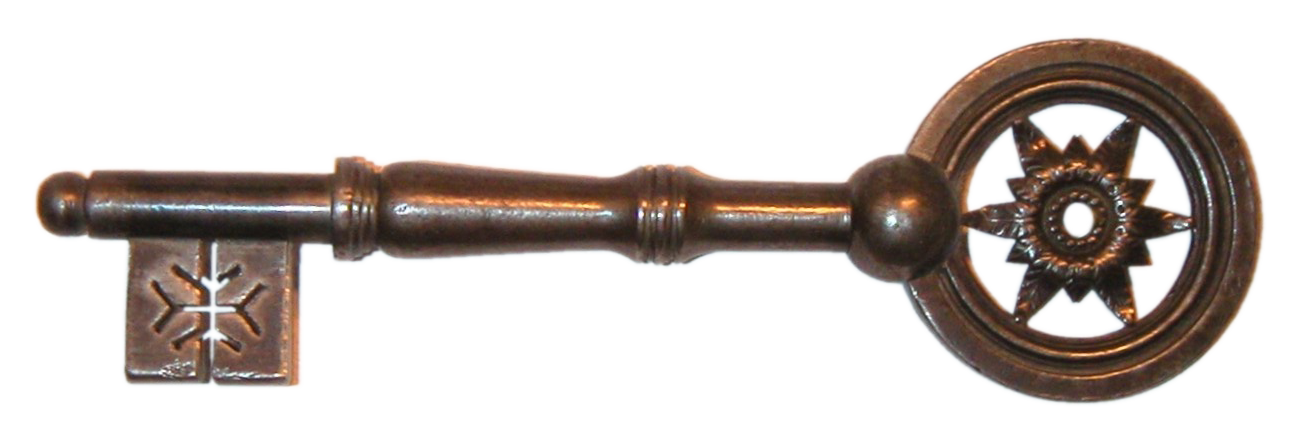
Chiavi di San Pietro
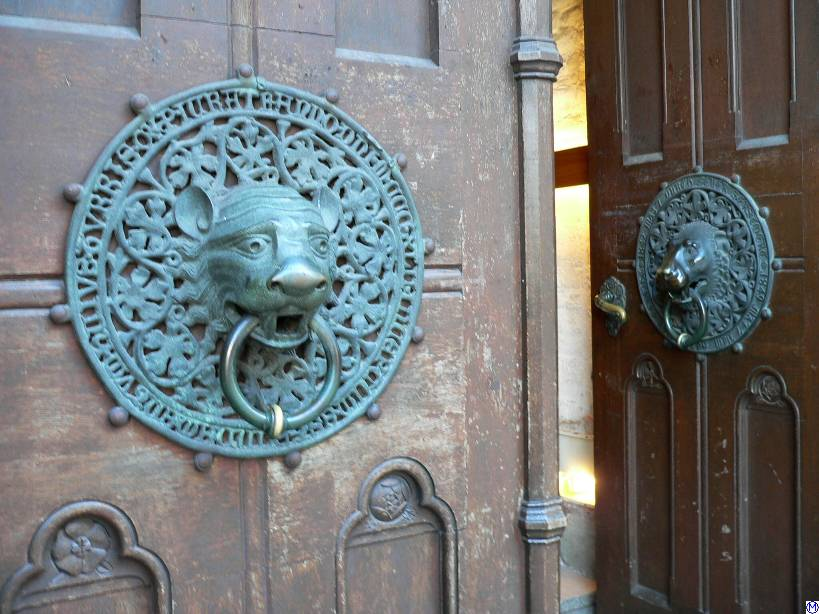
Battente del portale (1342)

## Organo e musica sacra

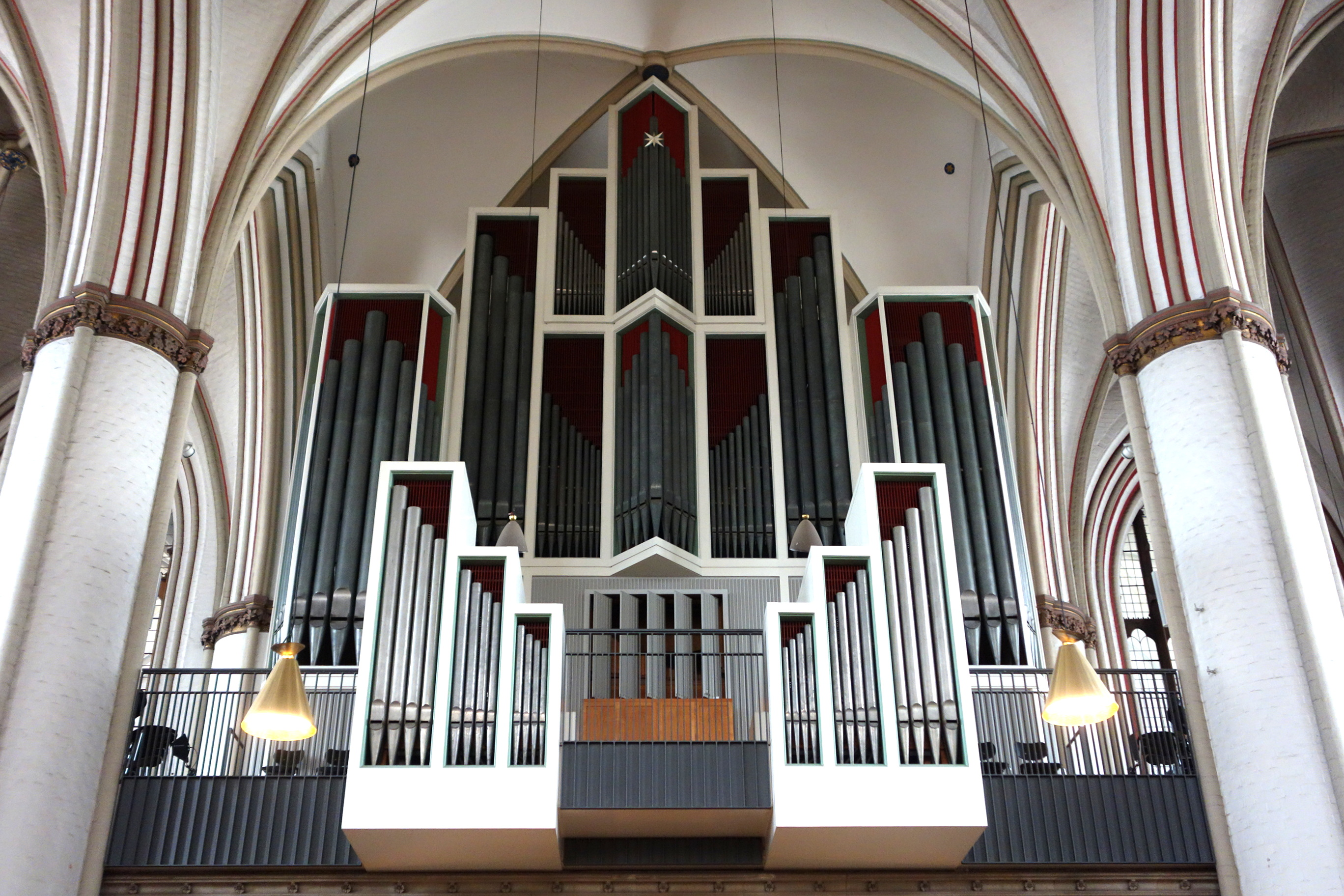
Organo principale

San Pietro ha tre organi dell'azienda organistica Rudolf von Beckerath Orgelbau di Amburgo: l'organo principale da un progetto di Helmut Tramnitz (1955), un organo del coro e un piccolo strumento nella cappella di San Martino.
Il restauro e l'ampliamento dell'organo principale da parte della Alexander Schuke Potsdam Orgelbau terminò nel 2006.
Lo strumento a quattro tastiere ha ora 66 registri. Circa un terzo delle 4.724 canne risale al primo organo, che nel 1884 fu eretto da Eberhard Friedrich Walcker (Ludwigsburg). I sistemi di trasmissione sono meccanici, quelli dei registri, elettrici.

## Campane

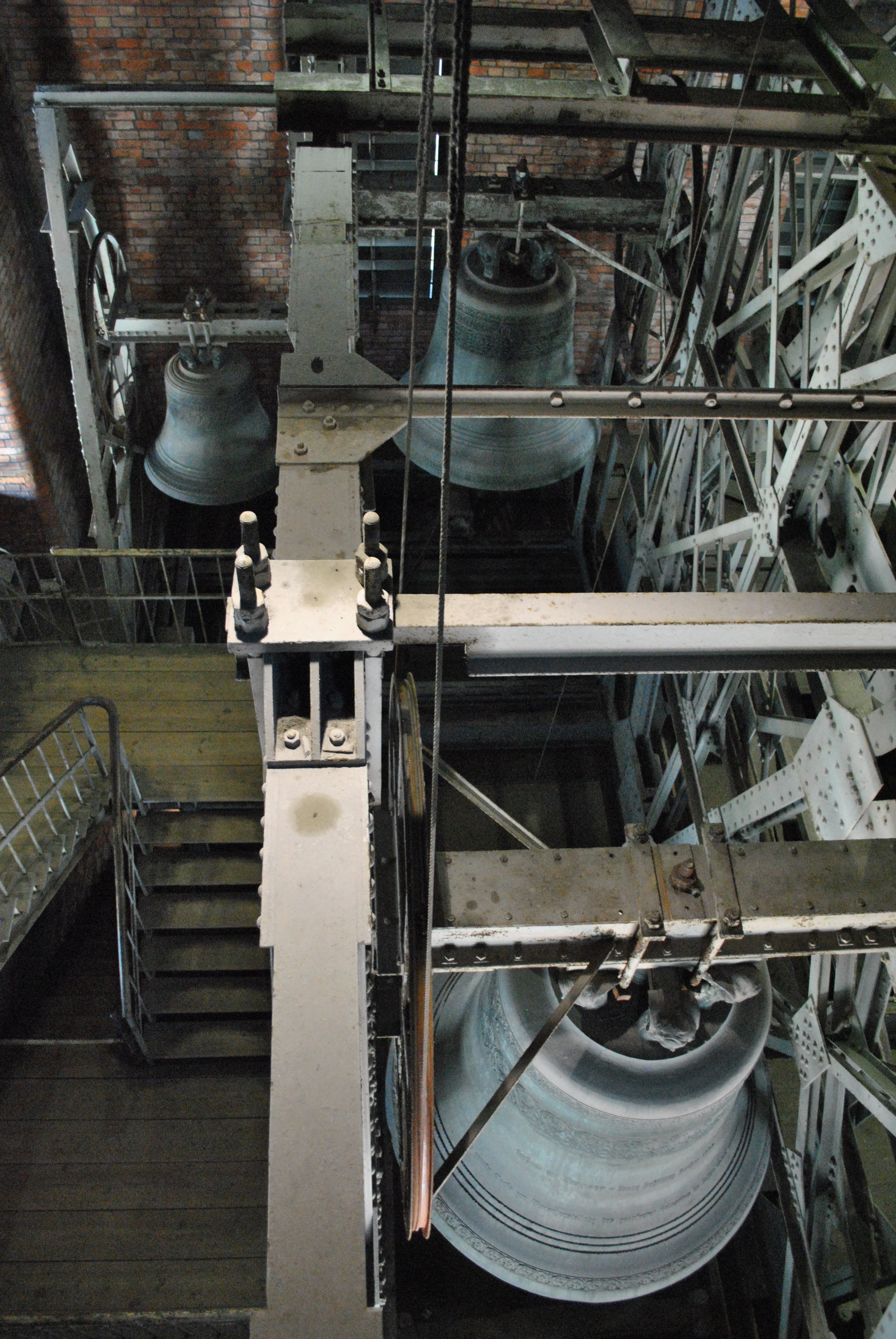
Campane

La torre ospita un complesso di tre campane del XIX e XX secolo. La campana piccola con suono d1 è ciò che rimane di quelle fuse da Hermann Große a Dresda nel 1878 (es0–g0–b0–d1); le tre grosse campane furono distrutte durante la prima guerra mondiale. La fonderia di campane Franz Schilling Söhne di Apolda mise insieme, negli anni dal 1922 al 1924, da quelle rimaste, due campane (g0 und b0). La maggiore è dedicata agli apostoli Pietro e Paolo e pesa 6.275 kg con un diametro interno di 2.130 mm.
Tutte e tre le campane sfuggirono alla fonderia nella seconda guerra mondiale e appartengono a quel ristretto numero di campane che sono sopravvissute a quei tempi.